# Kieren Perrow
'Kieren Perrow, né le 1er janvier 1977 à Byron Bay, Nouvelle-Galles du Sud (Australie) est un surfeur professionnel australien.

## Biographie

### Reconversion
Le 12 février 2019, Kieren Perrow quitte son poste de WSL commissioner au sein de la World Surf League, mais gardera néanmoins un rôle au sein de l'organisation.

## Palmarès

### Victoires
- 2007 Drug Aware Pro Margaret River, Margaret River, Australie Occidentale (WQS)
- 2011 Pipe Master, Hawaï

### WCT
- 2009 : 13e
- 2008 : 17e
- 2007 : non qualifié
- 2006 : non qualifié
- 2005 : non qualifié
- 2004 : 35e rétrogradé en WQS
- 2003 : 6e
- 2002 : 7e

### Sa saison 2009 ASP World Tour
2009 est sa 5e année dans l'ASP World Tour
| Date                      | Compétition                   | place | points |
| ------------------------- | ----------------------------- | ----- | ------ |
| 28 février-11 mars        | Quiksilver Pro                | 17    | 410    |
| 7 avril-19 avril          | Rip Curl Pro Surf             | 5     | 732    |
| 9 mai-20 mai              | Billabong Pro Teahupoo        | 9     | 600    |
| 27 juin-5 juillet         | Hang Loose Santa Catarina Pro | 33    | 225    |
| 9 juillet-19 juillet      | Billabong Pro Jeffreys        | 9     | 600    |
| 11 septembre-20 septembre | Boost Mobile Pro of Surf      | 9     | 600    |
| 23 septembre-4 octobre    | Quiksilver Pro France         | 9     | 600    |
| 5 octobre-17 octobre      | Billabong Pro                 | 9     | 600    |
| 19 octobre-28 octobre     | Rip Curl Pro Search           | 17    | 410    |
| 8 décembre-20 décembre    | Billabong Pipeline Masters    | 9     | 600    |
|                           | classement                    | 13    | 4742   |

Requalifié pour 2010